# NGC 2278
NGC 2278 este o galaxie situată în constelația Gemenii. A fost descoperită în 1 ianuarie 1865 de către Heinrich Louis d'Arrest.